# New American Standard Bible
New American Standard Bible, NASB är en översättning av bibeln till engelska. Nya Testamentet kom ut 1963, hela bibeln kom ut 1971. En ny utgåva med ett lätt moderiserat språk utkom 1995 och kallas allmänt NASB95.
NASB kännetecknas av en förhållandevis ordagrann översättning från grundexten, som ibland skett på bekostnad av det språkliga välljudet, något som i viss mån åtgärdats i den uppdaterade versionen från 1995. Detta kan jämföras med den mer idiomatiska och dynamiskt översatta New International Version. 
NASB är populär främst bland konservativa protestanter. På universitet och seminarier används ofta NASB därför att man uppskattar översättningens trohet mot grundspråket.

### Fotnoter
1. ↑  ”New American Standard Bible” (på engelska). Biblestudytools. http://www.biblestudytools.com/nas/. Läst 5 maj 2016.